# Palác národa
Palác národa (francouzsky palais de la Nation, nizozemsky Paleis der Natie, německy Palast der Nation) je budova, kde sídlí dolní i horní komora Federálního parlamentu Belgie. V paláci také sídlí stálý sekretariát parlamentu Beneluxu. Budova je neoklasicistního slohu a v její blízkosti se nachází Bruselský park a ulice Rue de la loi.

## Galerie
- Půdorysy Paláce národa
- interiér paláce
- Trůn belgického krále
- Zelený salon
- Červený salon